# Authevernes
Authevernes és un municipi francès situat al departament de l'Eure i a la regió de Normandia. L'any 2007 tenia 415 habitants.

## Demografia

### Població
El 2007 la població de fet d'Authevernes era de 415 persones. Hi havia 135 famílies, de les quals 21 eren unipersonals (13 homes vivint sols i 8 dones vivint soles), 34 parelles sense fills, 76 parelles amb fills i 4 famílies monoparentals amb fills.
La població ha evolucionat segons el següent gràfic:
Habitants censats

### Habitatges
El 2007 hi havia 161 habitatges, 133 eren l'habitatge principal de la família, 23 eren segones residències i 4 estaven desocupats. Tots els 161 habitatges eren cases. Dels 133 habitatges principals, 122 estaven ocupats pels seus propietaris, 9 estaven llogats i ocupats pels llogaters i 2 estaven cedits a títol gratuït; 1 tenia una cambra, 3 en tenien dues, 6 en tenien tres, 44 en tenien quatre i 79 en tenien cinc o més. 104 habitatges disposaven pel capbaix d'una plaça de pàrquing. A 43 habitatges hi havia un automòbil i a 86 n'hi havia dos o més.

### Piràmide de població
La piràmide de població per edats i sexe el 2009 era:
| Homes | Edats   | Dones |
| ----- | ------- | ----- |
| 0     | 95 o +  | 0     |
| 0     | 90 a 94 | 0     |
| 0     | 85 a 89 | 4     |
| 0     | 80 a 84 | 0     |
| 0     | 75 a 79 | 4     |
| 0     | 70 a 74 | 8     |
| 8     | 65 a 69 | 4     |
| 8     | 60 a 64 | 8     |
| 0     | 55 a 59 | 0     |
| 20    | 50 a 54 | 0     |
| 32    | 45 a 49 | 32    |
| 16    | 40 a 44 | 12    |
| 12    | 35 a 39 | 12    |
| 8     | 30 a 34 | 24    |
| 8     | 25 a 29 | 4     |
| 12    | 20 a 24 | 12    |
| 16    | 15 a 19 | 28    |
| 40    | 10 a 14 | 8     |
| 8     | 5 a 9   | 16    |
| 12    | 0 a 4   | 16    |

## Economia
El 2007 la població en edat de treballar era de 282 persones, 225 eren actives i 57 eren inactives. De les 225 persones actives 203 estaven ocupades (117 homes i 86 dones) i 22 estaven aturades (9 homes i 13 dones). De les 57 persones inactives 12 estaven jubilades, 27 estaven estudiant i 18 estaven classificades com a «altres inactius».

### Ingressos
El 2009 a Authevernes hi havia 133 unitats fiscals que integraven 376,5 persones, la mediana anual d'ingressos fiscals per persona era de 20.757 €.

### Activitats econòmiques
Dels 13 establiments que hi havia el 2007, 1 era d'una empresa extractiva, 7 d'empreses de comerç i reparació d'automòbils, 2 d'empreses financeres, 1 d'una empresa immobiliària i 2 d'empreses de serveis.
L'únic servei als particulars que hi havia el 2009 era un taller de reparació d'automòbils i de material agrícola.
Dels 4 establiments comercials que hi havia el 2009, 1 era un hipermercat i 3 floristeries.
L'any 2000 a Authevernes hi havia 6 explotacions agrícoles que ocupaven un total de 402 hectàrees.

## Equipaments sanitaris i escolars
El 2009 hi havia una escola elemental integrada dins d'un grup escolar amb les comunes properes formant una escola dispersa.

## Poblacions més properes
El següent diagrama mostra les poblacions més properes.